# Conquista d'Oeste
Conquista d'Oeste é um município brasileiro do estado de Mato Grosso.

## História
O município de Conquista d'Oeste foi criado através da Lei Estadual nº 7.233, de 28 de dezembro de 1999, com território desmembrado do Município de Pontes e Lacerda.
O núcleo de povoamento que deu origem ao atual município desenvolveu-se em uma região a cerca de 98 km do município mãe, devendo-se as dificuldades dos seus moradores à distância entre as localidades e também, da própria Prefeitura, em manter em dia as necessidades essenciais desta povoação, tais como conservação de estradas e destinação de verbas para os setores de saúde e educação.
A formação da vila se deu em virtude da ocupação da fazenda Conquista, por posseiros, originando o processo regular de ocupação.
As primeiras eleições municipais ocorreram em 3 de outubro de 2000. A instalação do município se deu em 1 de janeiro de 2001, com a posse dos eleitos.
Desde os tempos de sua ocupação, Conquista d'Oeste tem demonstrado sua vocação para o desenvolvimento.

## Geografia
Localiza-se a uma latitude 14º33'28" sul e uma longitude 59º34'19" oeste. Sua população, conforme estimativas do IBGE de 2020, era de 4 101 habitantes.
O Município limita-se com os municípios de Campos de Júlio, Nova Lacerda, Tangará da Serra, Vale de São Domingos, Pontes e Lacerda e Vila Bela da Santíssima Trindade.

## Religião
Religião no Município de Conquista D'Oeste segundo o censo de 2010.
| Religião       | %    |
| -------------- | ---- |
| Catolicismo    | 53,5 |
| Protestantismo | 29,8 |
| Outras         | 10,5 |
| Sem religião   | 6,2  |

### Paróquia
Igreja Católica 
| Diocese                        | Paróquia                        |
| ------------------------------ | ------------------------------- |
| Diocese de São Luís de Cáceres | Paróquia Nossa Senhora do Carmo |

Observações. A sede da Paróquia Nossa Senhora do Carmo fica no município de Nova Lacerda.

## Últimos prefeitos eleitos
| Ano  | Prefeito    | Partido | Votos | %     | Ref    |
| ---- | ----------- | ------- | ----- | ----- | ------ |
| 2004 | Walmir Guse | PFL     | 1.457 | 100   | [ 8 ]  |
| 2008 | Podavin     | PT      | 954   | 50,26 | [ 9 ]  |
| 2012 | Walmir Guse | PR      | 1.295 | 58,12 | [ 10 ] |
| 2016 | José Carlos | PMDB    | 827   | 100   | [ 11 ] |
| 2020 | Maria Lucia | PL      | 1.218 | 55,82 | [ 12 ] |